# Mpungu
Mpungu est une localité de la République démocratique du Congo, située dans la province du Bas-Congo. Son altitude est de 201 mètres.